# Vagn Walfrid Ekman
Vagn Walfrid Ekman (3 mai, 1874 – 9 mars, 1954) est un océanographe suédois né à Stockholm, fils de Fredrik Laurentz Ekman, lui-même océanographe. Il étudia la physique à l’Université d'Uppsala où il s’orienta vers l’océanographie à la suite d’une présentation de Vilhelm Bjerknes à propos de la dynamique des fluides. 
Durant l’expédition du navire de recherche Fram, Fridtjof Nansen observa que les icebergs ne dérivaient pas avec le vent mais à un angle de 20°-40° de celui-ci. Il invite Ekman, encore étudiant, à se pencher sur ce problème en 1902. Ce dernier découvre que ce comportement est dû à l'équilibre entre la friction qui transmet le mouvement de l’air à l’eau, la viscosité de ce médium qui transfère le mouvement vers le bas et la force de Coriolis due à la rotation terrestre. Ekman publie sa théorie qui est par la suite connue comme la Spirale d'Ekman. Cette dernière s'applique également à l'atmosphère en ajoutant la force de pression. Elle est un élément important en météorologie.
Après avoir terminé son doctorat en 1902, Ekman rejoint l’International Laboratory for Oceanographic Research d’Oslo où il travaille durant sept ans en océanographie théorique et pratique. On lui doit entre autres le courantomètre d'Ekman et la bouteille d'Ekman. De 1910 à 1939, il se retrouve à l’Université de Lund comme professeur de mécanique et de physique mathématique tout en poursuivant ses recherches. Il est élu membre de l’Académie royale des sciences de Suède en 1935.
Outre son travail, il se passionne pour la musique. Il joue du piano en amateur doué, chante comme basse et compose. Il meurt à Gostad près de Stockaryd en Suède, toujours chercheur.